# Žižkův dub (Želiv)
Žižkův dub v Želivě patří mezi památné stromy, které jsou spojovány s Janem Žižkou. Podobně jako mnohé ostatní ani tento ve skutečnosti nebude Žižku pamatovat, ale roste na místě, kde skutečně husité tábořili, když dobývali nedaleký klášter.

## Základní údaje
- název: Žižkův dub v Želivě, Želivský dub, dub v Želivě
- výška: 24 m[1], 34 m (1996)[2], 24 m (2001)[3]
- obvod: 580 cm (1978)[4], 600 cm (1992)[2], 690 cm (1992)[4], 690 cm (1994)[1], 697 cm (1996)[2], 696 cm (2001)[3]
- věk: 500 let[3]
- zdravotní stav: 3 (1992, 1996)[2]
- finalista soutěže Strom roku 2009 (1. místo)
- sanace: ano
- souřadnice: 49°31'42.49"N, 15°12'53.55"E

## Stav stromu a údržba
Mohutný dutý kmen je ošetřený a ve výšce 5 metrů se dělí ve dva terminály. Olámané větve jsou ošetřené. Koruna má průměr 24 a výšku 19 metrů.

## Historie a pověsti
Podle pověsti u dubu poblíž rybníka tábořili husité při obléhání Želivského kláštera roku 1424. Husité zvítězili, klášter vydrancovali a zapálili, mniši na poslední chvíli utekli - věřili Janu z Leskovce, který klášter bránil. Po čase se mniši vrátili, ale dlouhého trvání jejich pobyt neměl, nový pán želivského panství je vyhnal rovněž.

## Další zajímavosti
Žižkově dubu v Želivě byl věnován prostor v televizním pořadu Paměť stromů, konkrétně v dílu č. 3: Slovanská lípa kontra germánský dub. Také jej ve svém díle zachytil akademický malíř Jaroslav Turek.

## Památné a významné stromy v okolí
- Dub v Červené Řečici (4,5 km JZ)
- Jiřická lípa (9 km V)
- Otavožatský dub (9 km S)
- Otavožatská lípa (zanikla, snad torzo na návsi?)
- Senožatská lípa (9 km S)